# Cathédrale Saint-Nicolas de Washington
Cette  cathédrale ne doit pas être confondue avec une autre cathédrale de Washington.
 D’autres cathédrales portent le nom de cathédrale Saint-Nicolas.
La cathédrale Saint-Nicolas est une cathédrale orthodoxe à Washington, la capitale des États-Unis.